# Cincinnati Masters 2010
Cincinnati Masters 2010 или в честь спонсора — Western & Southern Financial Group Masters and Women’s Open 2010 — 109-й розыгрыш ежегодного профессионального теннисного турнира среди мужчин и женщин, проводящегося в американском городе Мейсон и являющегося частью тура ATP в рамках серии Мастерс и тура WTA в рамках серии Премьер 5.
В 2010 году турнир прошёл с 7 по 22 августа: первая неделя была отдана женскому призу, а вторая — мужскому. Соревнование продолжало североамериканскую серию хардовых турниров, подготовительную к сентябрьскому Открытому чемпионату США. Одиночные соревнования также входили в зачёт бонусной US Open Series.
Прошлогодние победители:
- в мужском одиночном разряде —  Роджер Федерер
- в женском одиночном разряде —  Елена Янкович
- в мужском парном разряде —  Даниэль Нестор и  Ненад Зимонич
- в женском парном разряде —  Кара Блэк и  Лизель Хубер

## US Open Series
К пятой соревновательной неделе борьба за бонусные призовые выглядела следующим образом:
| Поз.  | Игрок           | Турниров 1 | Побед | Очков |
| ----- | --------------- | ---------- | ----- | ----- |
| 1     | Энди Маррей     | 2          | 1     | 145   |
| 2     | Давид Налбандян | 2          | 1     | 95    |
| 3-5   | Роджер Федерер  | 1          |       | 70    |
| 3-5   | Марди Фиш       | 1          | 1     | 70    |
| 3-5   | Сэм Куэрри      | 1          | 1     | 70    |
| 6     | Маркос Багдатис | 2          |       | 60    |
| 7-9   | Новак Джокович  | 1          |       | 45    |
| 7-9   | Джон Изнер      | 1          |       | 45    |
| 7-9   | Рафаэль Надаль  | 1          |       | 45    |
| 10-13 | Кевин Андерсон  | 2          |       | 40    |
| 10-13 | Томаш Бердых    | 2          |       | 40    |
| 10-13 | Ксавье Малисс   | 2          |       | 40    |
| 10-13 | Янко Типсаревич | 2          |       | 40    |

* — Золотым цветом выделены участники турнира.
1 — Количество турниров серии, в которых данный участник достиг четвертьфинала и выше (ATP Masters 1000) или 1/8 финала и выше (ATP 250 и ATP 500)
К третьей соревновательной неделе борьба за бонусные призовые выглядела следующим образом:
| Поз. | Игрок               | Турниров 1 | Побед | Очков |
| ---- | ------------------- | ---------- | ----- | ----- |
| 1-3  | Виктория Азаренко   | 1          | 1     | 70    |
| 1-3  | Светлана Кузнецова  | 1          | 1     | 70    |
| 1-3  | Агнешка Радваньская | 2          |       | 70    |
| 4    | Мария Шарапова      | 1          |       | 45    |
| 5    | Саманта Стосур      | 2          |       | 40    |
| 6-7  | Даниэла Гантухова   | 1          |       | 25    |
| 6-7  | Флавия Пеннетта     | 1          |       | 25    |
| 8-14 | Марион Бартоли      | 1          |       | 15    |
| 8-14 | Коко Вандевеге      | 1          |       | 15    |
| 8-14 | Янина Викмайер      | 1          |       | 15    |
| 8-14 | Елена Дементьева    | 1          |       | 15    |
| 8-14 | Мария Кириленко     | 1          |       | 15    |
| 8-14 | Алиса Клейбанова    | 1          |       | 15    |
| 8-14 | Шахар Пеер          | 1          |       | 15    |

* — Золотым цветом выделены участники турнира.
1 — Количество турниров серии, в которых данный участник достиг четвертьфинала и выше (Premier) или 1/8 финала и выше (Premier 5 и Premier Mandatory)

## Соревнования

### Мужчины. Одиночный турнир
Роджер Федерер обыграл  Марди Фиша со счётом 6-7(5), 7-6(1), 6-4.
- Федерер выигрывает свой 2-й титул в сезоне и 63-й за карьеру в основном туре ассоциации.
- Фиш уступил свой 2-й финал в сезоне и 12-й за карьеру в основном туре ассоциации.

### Женщины. Одиночный турнир
Ким Клейстерс обыграла  Марию Шарапову со счётом 2-6, 7-6(4), 6-2.
- Клейстерс выигрывает свой 3-й титул в сезоне и 38-й за карьеру в туре ассоциации.
- Шарапова уступила свой 3-й финал в сезоне и 11-й за карьеру в туре ассоциации.

### Мужчины. Парный турнир
Боб Брайан /  Майк Брайан обыграли  Махеша Бхупати /  Максима Мирного со счётом 6-3, 6-4.
- Боб выигрывает свой 8-й титул в сезоне и 64-й за карьеру в основном туре ассоциации.
- Майк выигрывает свой 8-й титул в сезоне и 66-й за карьеру в основном туре ассоциации.

### Женщины. Парный турнир
Виктория Азаренко /  Мария Кириленко обыграли  Лизу Реймонд /  Ренне Стаббс со счётом 7-6(4), 7-6(8).
- Азаренко выигрывает свой 1-й титул в сезоне и 4-й за карьеру в туре ассоциации.
- Кириленко выигрывает свой 2-й титул в сезоне и 8-й за карьеру в туре ассоциации.